# Port de Lers
Le port de Lers ou port de l'Hers ou port de Massat est un col de la chaîne pyrénéenne, dans le département de l'Ariège. Il culmine à 1 517 m, au pied du pic des Trois-Seigneurs. Il est emprunté par la route des cols.

## Toponymie
Ers (ou Hers) vient vraisemblablement de l'ancien occitan ers ou erz, participe passé du verbe erzer qui signifie « ériger, redresser », lui-même issu du latin vulgaire ergere. Il pourrait donc se traduire par « pentu » ou « escarpé »,.

## Géographie

### Situation
Le port de Lers permet de passer de la vallée de l'Arac dans le Haut-Couserans à la vallée de Vicdessos et, au-delà, à la haute vallée de l'Ariège par la D18. Il est en limite des territoires communaux de Val-de-Sos à l'est et du Port à l'ouest. En hiver, la route est fermée, généralement de décembre à mai. Le ruisseau de Courtignou, affluent de l'Arac, prend sa source à l'ouest. Un GRP permet de rejoindre le sentier de randonnée GR10 au port de Saleix.
Le col est situé entre le pic des Trois-Seigneurs au nord, et le pic de Girantès au sud, dans le parc naturel régional des Pyrénées ariégeoises.

### Géologie
Sur le versant est du col, dans la forêt de Freychinède, se trouvent des affleurements d'ariégite, une roche très rare venue du manteau supérieur, définie par Alfred Lacroix (1863-1948) à partir d'échantillons découverts en Ariège, ainsi à l'origine du nom. La lherzolite, qui partage la même origine mantellique, se trouve notamment sur les hauteurs de l'étang de Lers.

## Histoire
Le 17 décembre 2003, un avion de transport militaire CASA CN 235 n° 43F s'est écrasé à environ 1 800 m d'altitude en contrebas du pic du Pioulou, environ 3 km à l'est du col. Aucun des 7 membres d'équipage n'a survécu. Une stèle est installée sur la D 18A, à l'entrée de Suc en venant de Sentenac.
Le 30 mai 2019, une femelle Gypaète barbu, alors âgée de 19 ans, a été relâchée au port de Lers. Signalé à Massat, transporté par l’Office national de la chasse et de la faune sauvage en décembre 2018, le rapace avait d'abord été conduit au Domaine des oiseaux de Mazères puis à l’École nationale vétérinaire de Toulouse pour y être opéré.

## Activités

### Cyclisme

#### Profil de l'ascension
Depuis le croisement des routes D8 et D18 (715 m) à Vicdessos sur le versant est, l’ascension est longue de 11,45 km pour une moyenne de 7 %. Après quelques hectomètres, on rencontre des rampes très difficiles à 10 % dans un kilomètre à 8,5 %. Après 1,75 km à 7,9 % depuis le départ, on rejoint le croisement (852 m) avec la route de Suc-et-Sentenac. Après cela se trouvent un replat de plusieurs kilomètres et une route plus étroite et assez rectiligne. La route devient ensuite assez ombragée pendant près de 6 km, ce qui permet de se préserver des fortes chaleurs. Ce n’est qu’après une épingle et une cascade que la pente se durcit à nouveau. Le huitième kilomètre est le plus difficile avec une moyenne de 9,5 % en passant à côté de deux nouvelles cascades proches du lieu-dit « Biert » vers 1 275 m d'altitude. Le paysage se découvre ensuite avec des pourcentages toujours abrupts et une route plus sinueuse sauf dans les 500 derniers mètres. La descente est rapide sur ce versant.
Sur le versant ouest, l'ascension démarre environ 1 km après Massat au croisement (651 m) de la route D18 et de la route D318 (route de Liers) pour un total de 15,45 km à 5,6 %. Une première courte rampe suit le carrefour mais elle est suivie d'un faux-plat montant jusqu'au hameau de Le Port (710 m environ). À partir de ce hameau, les quatre kilomètres suivants grimpent fréquemment sur des pourcentages avoisinant les 5 et 6 %. Mais la pente se durcit sur les 5 km qui précèdent l'étang de Lers avec des pourcentages moyens affichés de 7 à 8,5 % et un passage à 11 % au maximum vers le km 8,5. Arrivé au carrefour (1 300 m) entre les routes D8f (descente du col d'Agnès) et la D18, à proximité du lieu-dit « Courtal de Bastard » et juste au-dessus de l’étang de Lers, il ne reste que 3,8 km à 5,7 %. Cette dernière portion grimpe au milieu des estives souvent dans des pourcentages proches de 7 et 7,5 % sauf l'avant-dernier kilomètre qui est presque plat,.

#### Tour de France

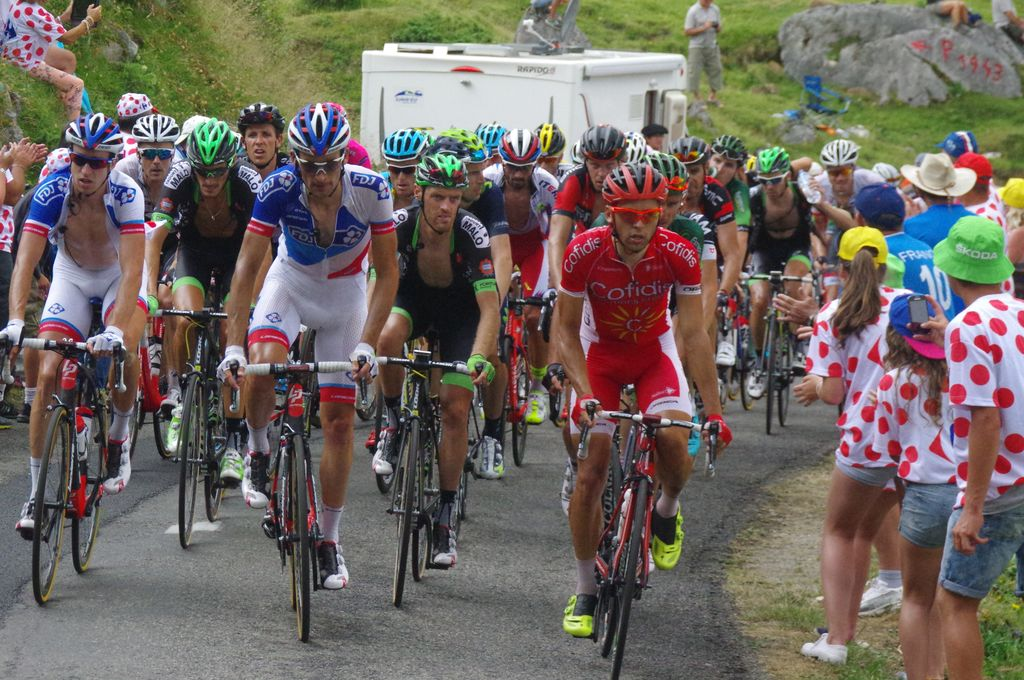
Lors de la du Tour de France 2015.

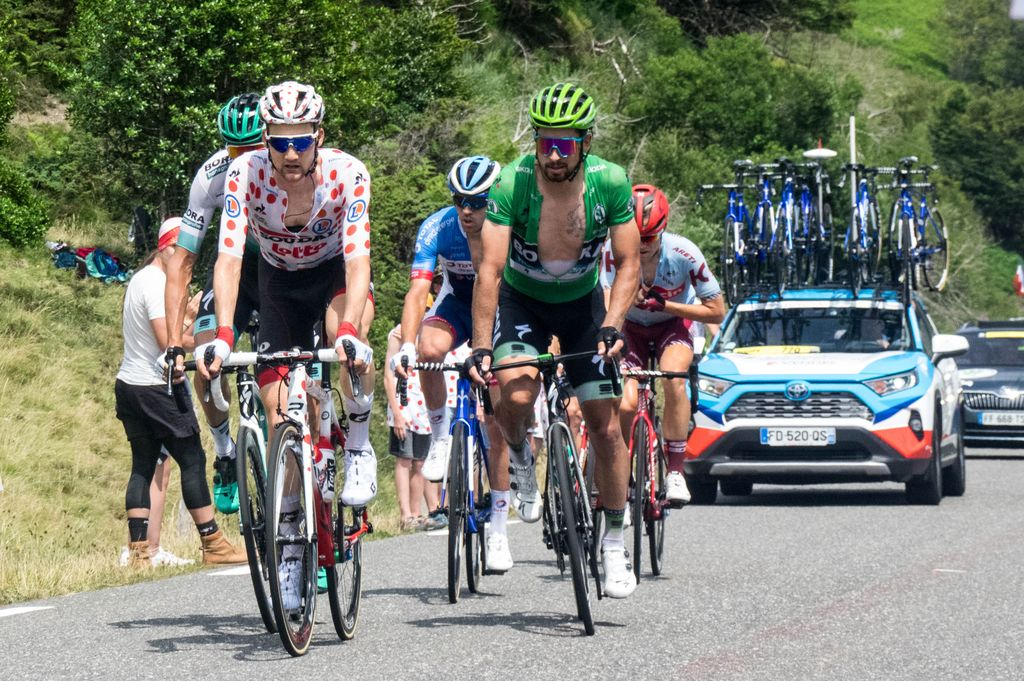
Lors de la du Tour de France 2019.

Le port de Lers a été distingué sur sept étapes du Tour de France. Il a été franchi pour la première fois, classé en 2e catégorie, par le Tour de France 1995 lors de la 14e étape de Saint-Orens-de-Gameville à la station de Guzet,.
| Année | Étape | Catégorie | 1er au sommet      |
| ----- | ----- | --------- | ------------------ |
| 2022  | 16    | 1         | Simon Geschke      |
| 2019  | 15    | 1         | Romain Bardet      |
| 2015  | 12    | 1         | Michał Kwiatkowski |
| 2012  | 14    | 1         | Sérgio Paulinho    |
| 2011  | 14    | 3         | Gorka Izagirre     |
| 2004  | 13    | 3         | Michael Rasmussen  |
| 1995  | 14    | 2         | Marco Pantani      |

#### Cyclisme amateur
Ce col est très prisé des cyclotouristes sportifs et constitue le dernier col de la course cyclosportive l'Ariégeoise si l'arrivée est jugée à Auzat ou l'avant-dernière difficulté lors d'une arrivée à Goulier Neige sur le parcours de l'Ariégeoise XXL.

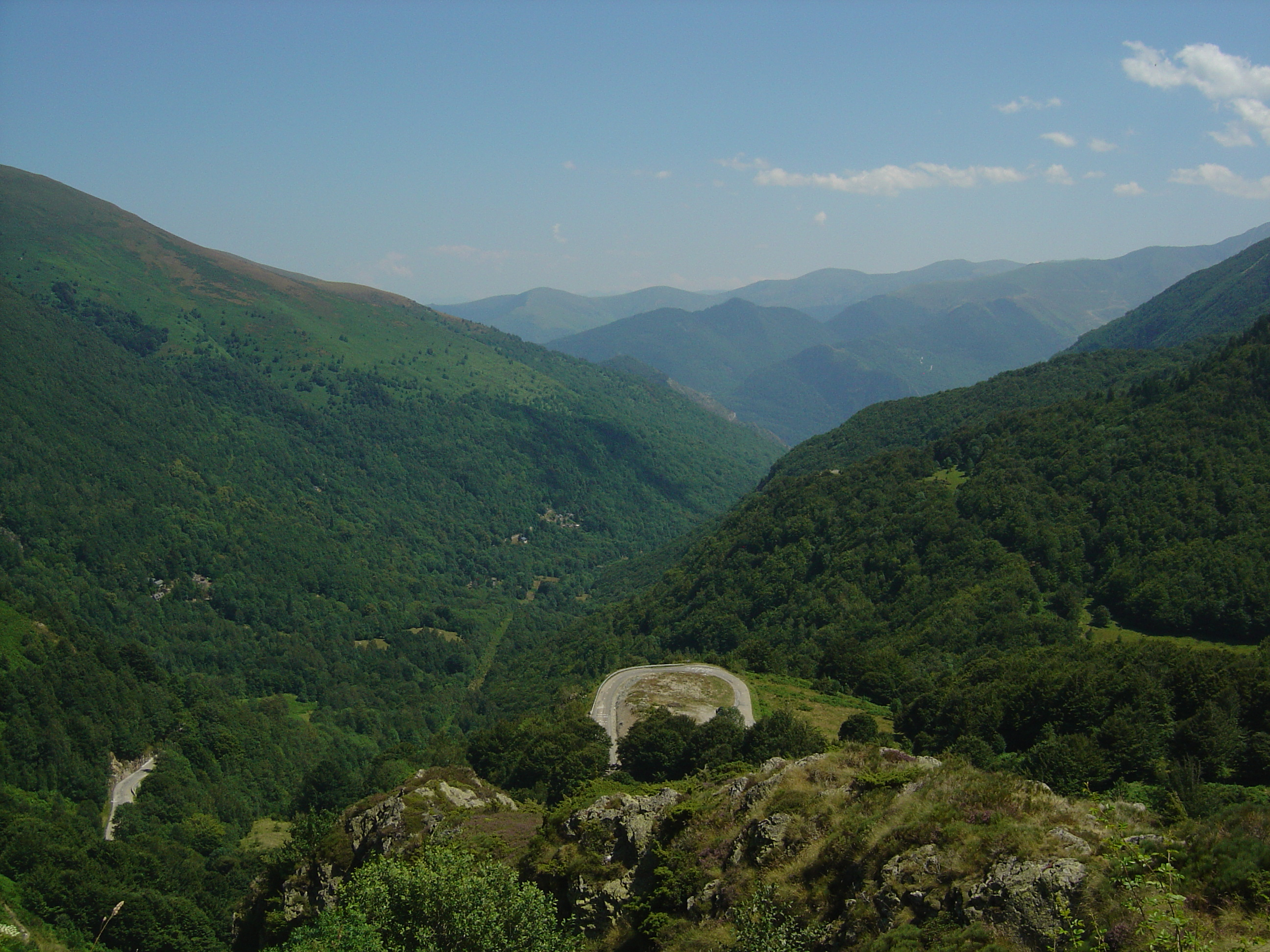
Vue sur la vallée de Vicdessos depuis la dernière épingle de l'ascension du col
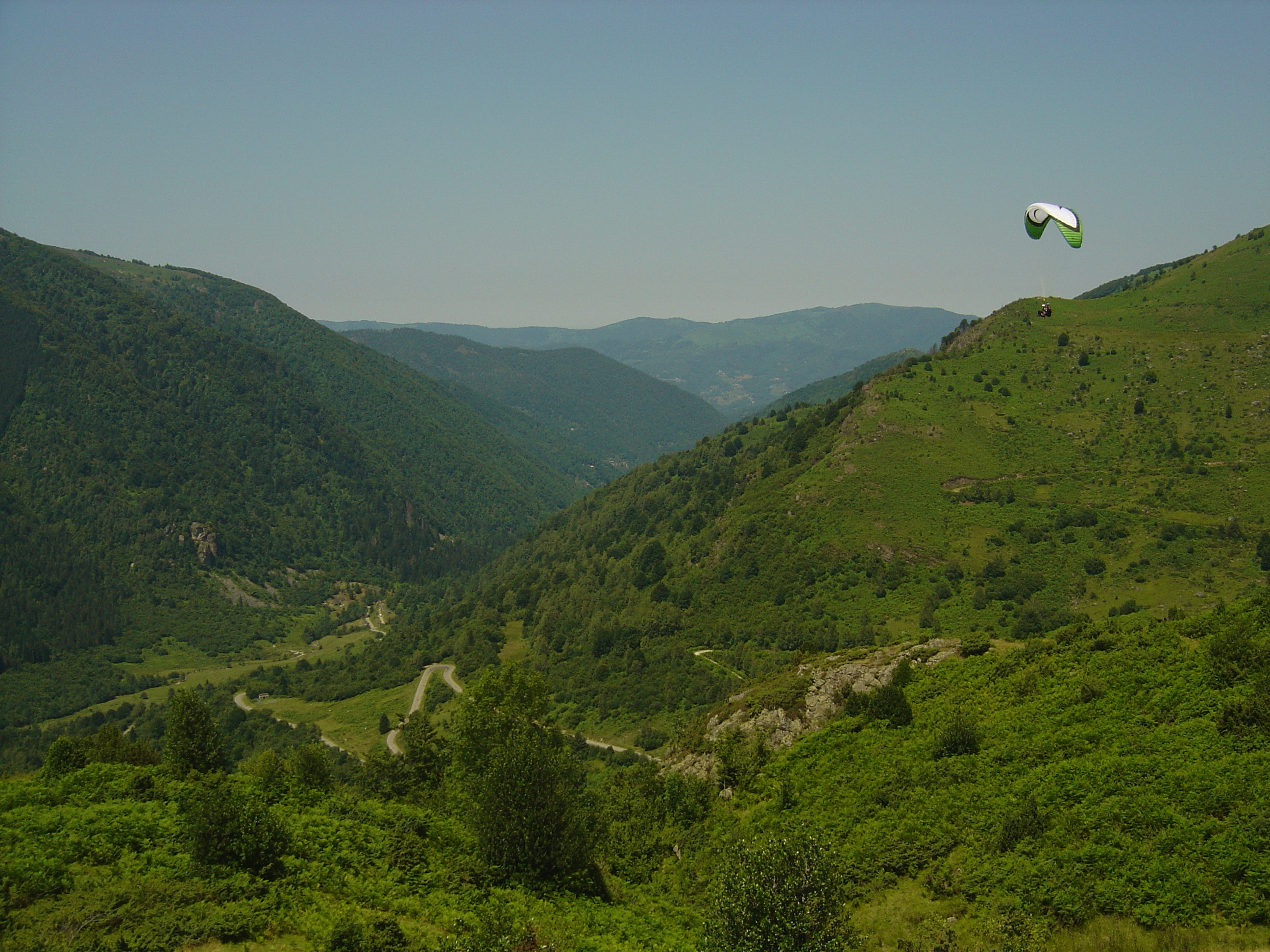
Plus bas la route provenant de Massat
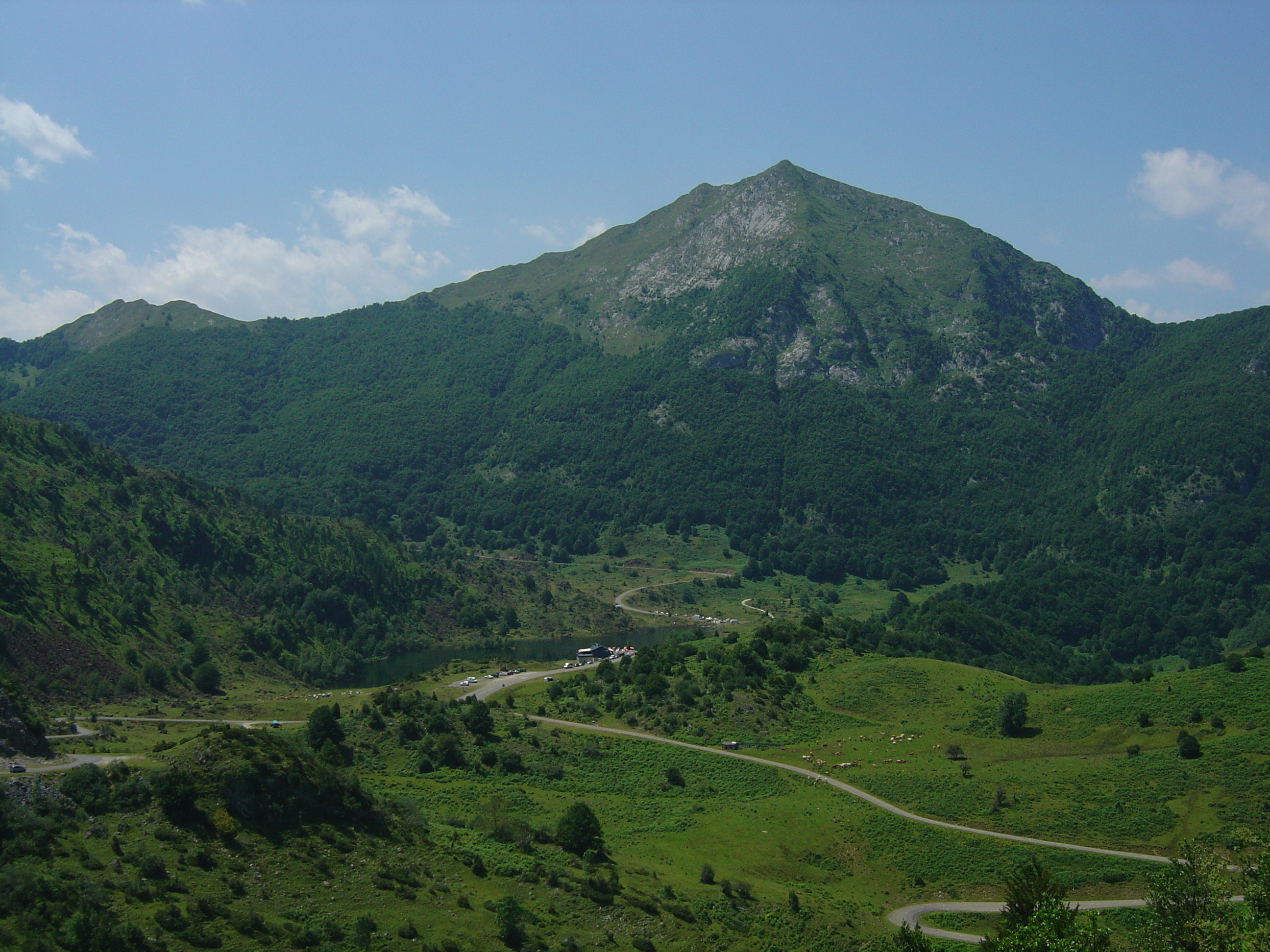
Mont Béas et croisement des routes de Massat et du col d'Agnes à l'étang de Lers

### Autres activités

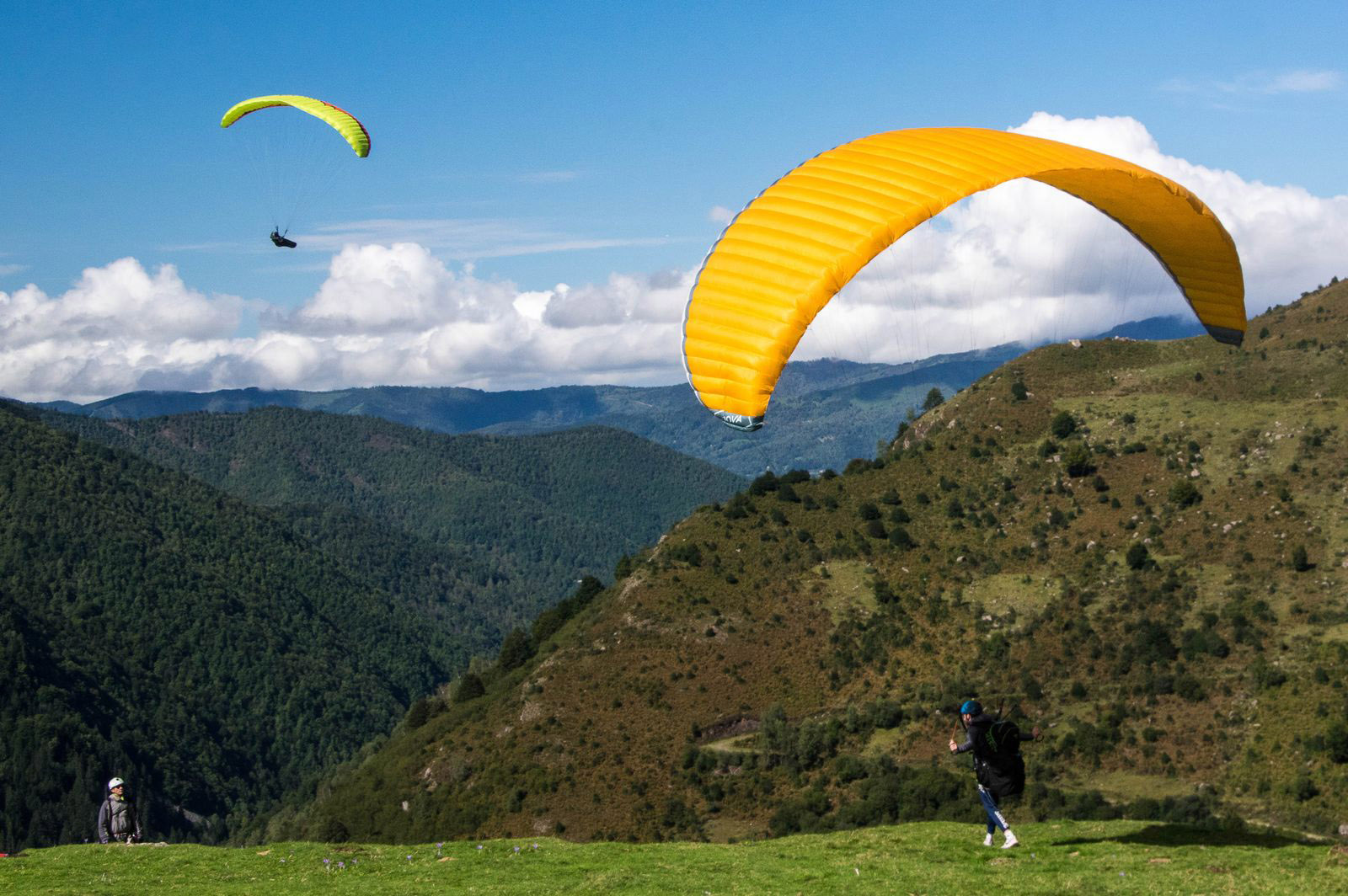
Le port de Lers est un site important de vol libre

Les pentes du port de Lers sont propices à la randonnée en raquettes ou à ski.
Côté Massat, il constitue un site de décollage en parapente très prisé, utilisé par différentes écoles qui proposent des baptêmes.
L'étang de Lers, en contrebas à l'est, constitue une petite base de loisirs accueillant des pêcheurs en été et des skieurs de fond l'hiver.
C'est aussi un site d'escalade avec 62 voies divisées en 6 secteurs, avec peu de voies faciles, la plupart étant entre 6b et 7a entièrement équipées en scellement et goujons.
Des grottes karstiques importantes, tel le gouffre Georges, existent dans le périmètre mais elles ne sont pas d'un accès grand public.